# Estação Ferroviária de Louriçal

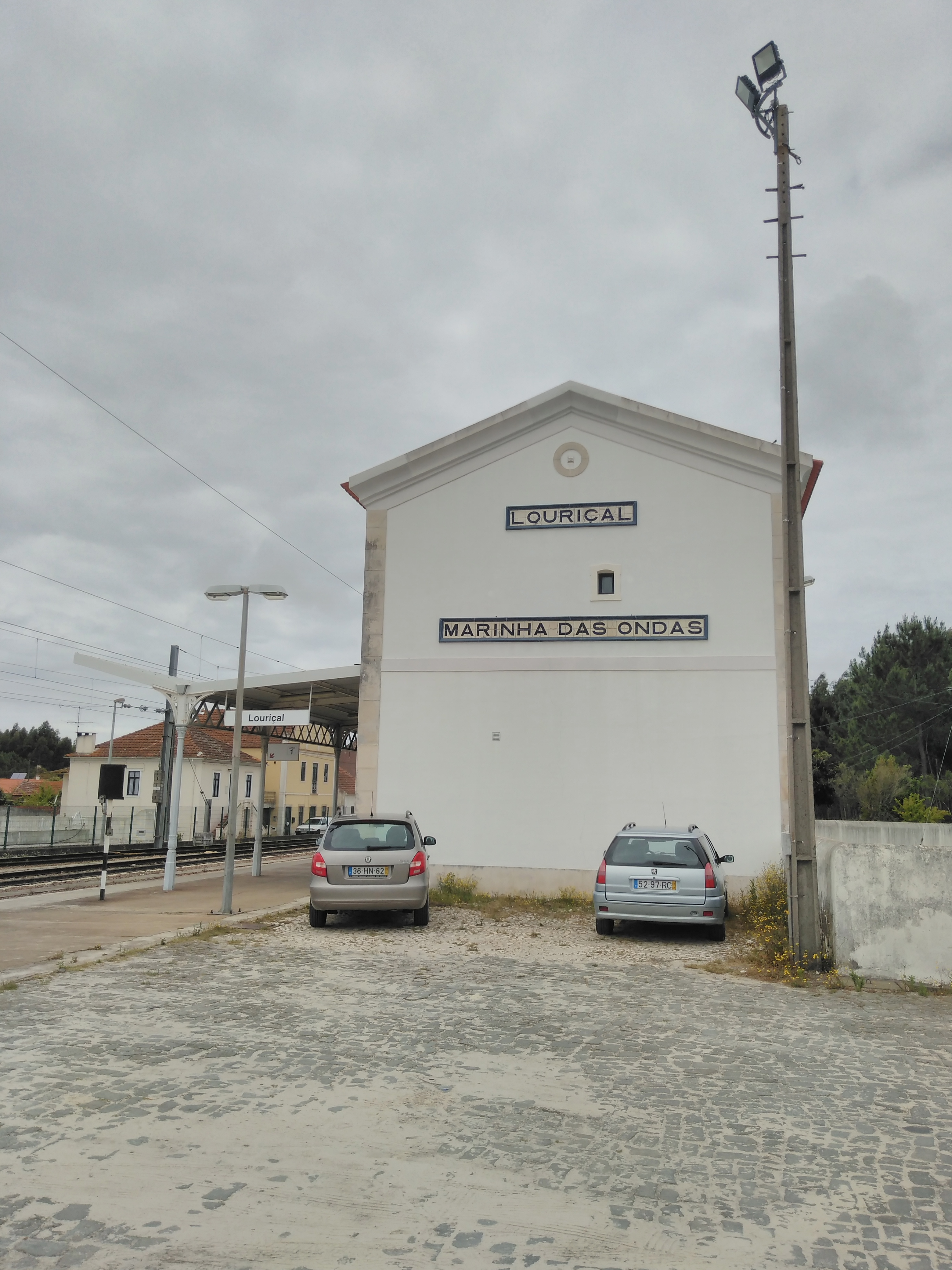
Estação de Louriçal, em 2018.

A Estação Ferroviária de Louriçal, igualmente conhecida como de Louriçal - Marinha das Ondas, é uma interface da Linha do Oeste, que funciona como entroncamento com o Ramal do Louriçal, e serve nominalmente as localidades de Marinha das Ondas e Louriçal, em Portugal.

## Caracterização

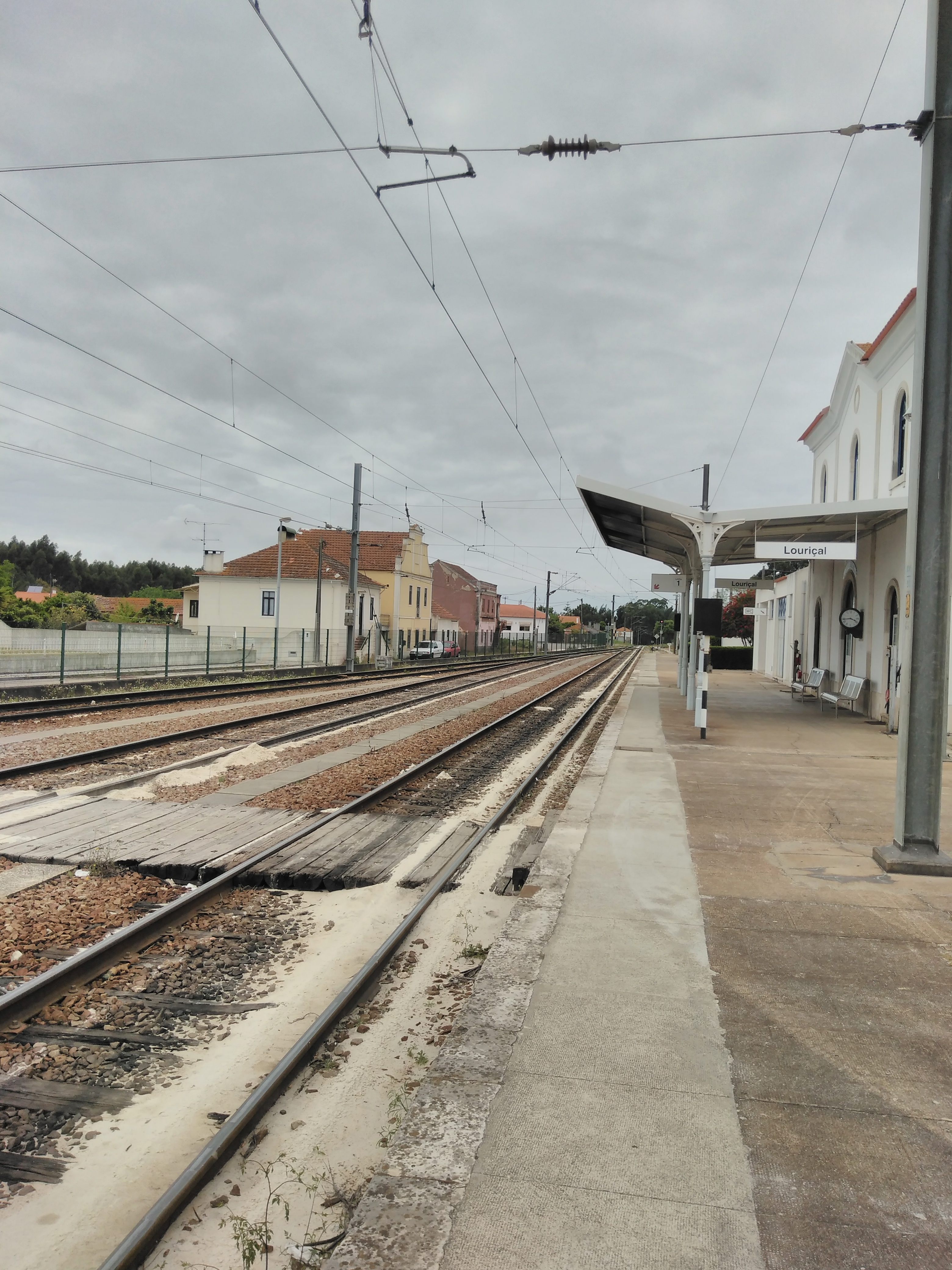
Estação de Louriçal, em 2018.

### Localização e acessos
Situa-se junto à localidade de Marinha das Ondas, com acesso pela Rua das Mós. Concretamente, situa-se na povoação de Silveirinha Grande que pertence à freguesia de Carriço e ao concelho de Pombal, sendo que a EN109 passa em frente da estação e divide os distritos (Leiria e Coimbra) os concelhos (Pombal e Figueira da Foz) e as freguesias (Carriço e Marinha das Ondas) do meio da estrada para ocidente freguesia de Carriço e para nascente Marinha das Ondas.[carece de fontes?]

### Infraestrutura
Em Janeiro de 2011, contava com três vias de circulação, com 472 e 600 m de comprimento; as plataformas tinham 125 e 137 m de extensão, e 40 e 45 cm de altura. O edifício de passageiros situa-se do lado nascente da via (lado direito do sentido ascendente, a Figueira da Foz). Nesta estação insere-se na rede ferroviária o Ramal do Louriçal (Portucel e Celbi).

### Serviço
Esta estação é servida por comboios de passageiros regionais e inter-regionais (Linha do Oeste) da CP com destino às estações das Caldas da Rainha, Coimbra-B, Figueira da Foz e Santa Apolónia.

## História

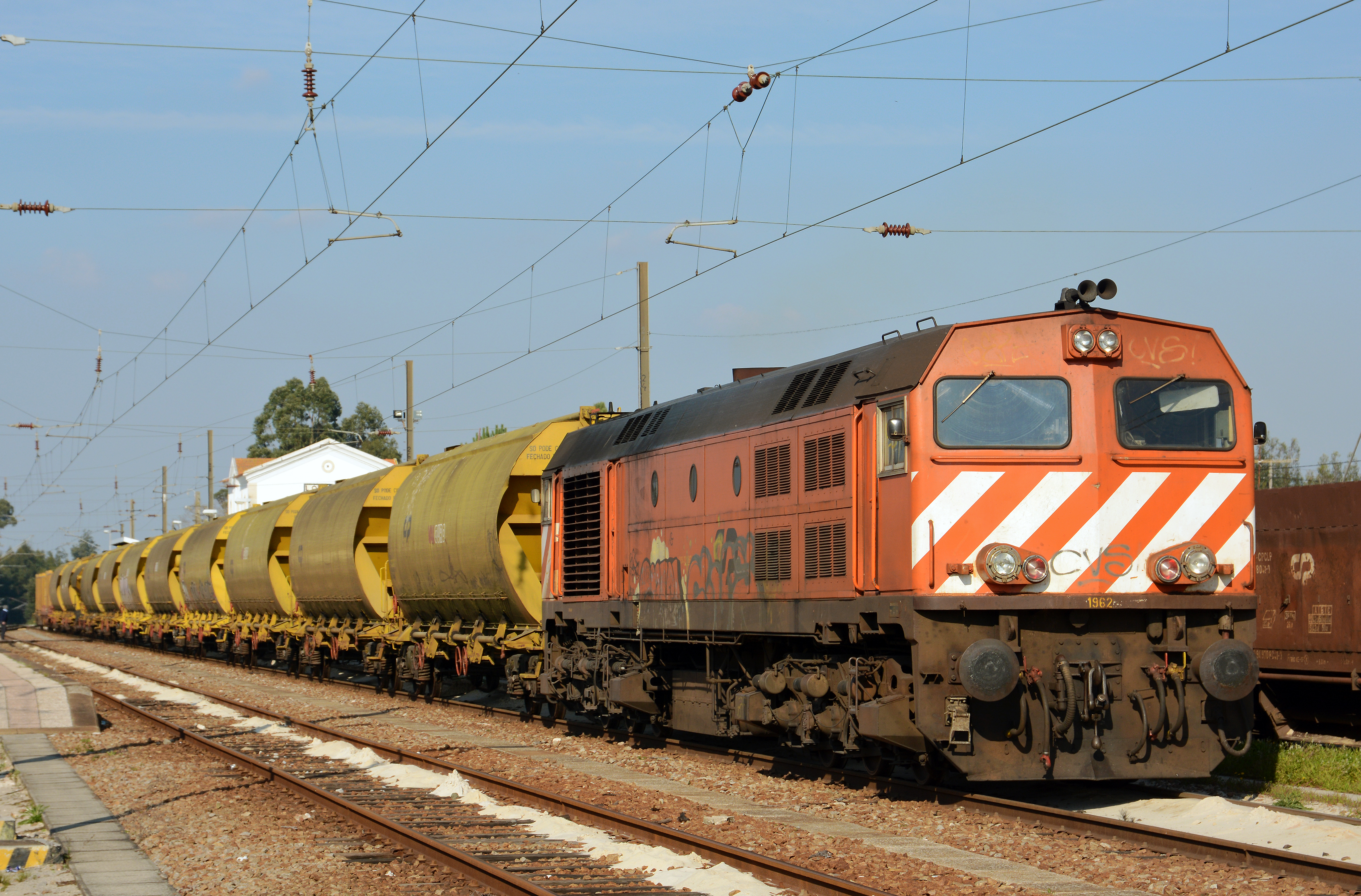
Estação de Louriçal, em 2015.

Esta interface situa-se no troço entre as estações de Leiria e Figueira da Foz da Linha do Oeste, que abriu à exploração em 17 de Julho de 1888, pela Companhia Real dos Caminhos de Ferro Portugueses.
No XI Concurso das Estações Floridas, organizado em 1952 pela C.P. e pela Repartição de Turismo do Secretariado Nacional de Informação, a estação do Louriçal recebeu uma menção honrosa. Na XIII edição do concurso, em 1954, a estação foi homenageada com uma menção honrosa especial e um prémio de persistência.

O Ramal do Louriçal entrou ao serviço em 1993.